# Kurowo (Przasnysz)
Pour les articles homonymes, voir Kurowo.
Kurowo (prononciation : [kuˈrɔvɔ]) est un village polonais de la gmina de Krasne dans le powiat de Przasnysz de la voïvodie de Mazovie dans le centre-est de la Pologne.

## Histoire
De 1975 à 1998, le village appartenait administrativement à la voïvodie de Ciechanów.